# Procecidochares kristineae
Procecidochares kristineae es una especie de insecto del género Procecidochares de la familia Tephritidae del orden Diptera.
 Goeden la describió en 1997.
Se encuentra en Estados Unidos.